# مفولد
مفولد هو تنفيذ خوارزمية زوكر التي تجعل من الممكن التنبؤ بالبنية الثانوية الأمثل حيوية من جزيء الحمض النووي الريبي، وذلك يستخدم نموذجا متطور يمكن أن تأخذ في الاعتبار العديد من المحددات الفيزيائية الواقعية التي تؤثر على طي الحمض النووي الريبي - مثل درجة الحموضة، ودرجة الحرارة، والتحيز تكوين المحلي من الحمض النووي الريبي الخاص بك، ضع في اعتبارك أن النموذج النشط الذي يتفاعل مع الاستخدامات يتجاهل التفاعلات ثلاثية الأبعادأ و التفاعلات البروتين الحمض النووي الريبي التي يمكن أن تستقر أضعاف دون المستوى الأمثل.هناك دائما فرصة أن التنبؤ من مفولد لا تتوافق إلى الطية البيولوجية الحقيقية من الحمض النووي الريبوزي الخاص بك.

## الخطوات
1 - ننسخ سلسلة الحمض النووي الريبي RNA التي نريد التنبؤ ببنيته الثانوية
2 - نضعها في الصندوق المخصص لسلاسل الحمض النووي الريبي في موقع mfold
3 - نضغط على زر RNA fold في نهاية الصفحة للبرنامج
4 - تظهر لنا صفحة النتائج و التي تتضمن ما يلي
أ - The Energy Dot Plot
ب - The View Individual Structures section
ج - The Dot Plot Folding Comparisons section

## وصلات خارجية
يمكن الوصول الي الموقع من خلال هذا الرابط:
http://unafold.rna.albany.edu/?q=mfold/RNA-Folding-Form